# Клинопись
Кли́нопись — наиболее ранняя из известных систем письма. Форму этого письма во многом определил писчий материал — глиняная табличка, на которой, пока глина ещё мягкая, деревянной палочкой для письма или заострённым тростником выдавливали знаки; отсюда и «клинообразные» штрихи.
Бо́льшая часть клинописных систем письма восходит к шумерскому письму (через аккадскую клинопись). В позднем бронзовом веке и в эпоху античности существовали письменности, внешне похожие на аккадскую клинопись, но иного происхождения (угаритское письмо, кипро-минойское письмо, персидская клинопись).

## История

### Междуречье

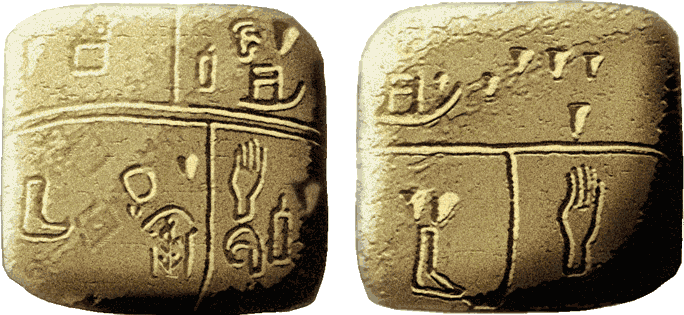
Таблички из Киша

Древнейшим памятником шумерского письма, возможно, является табличка из Киша (по одной из версий, созданная в 3500 г. до н. э.). За ней по времени следуют документы, найденные на раскопках древнего города Урук, относящиеся к 3300 году до н. э. Появление клинописной письменности совпадает по времени с развитием городов и сопутствующей этому полной перестройкой общества. В то же время в Древней Месопотамии появилось колесо и развивалось знание о плавке меди.
Между Тигром и Евфратом находилось Шумерское царство, а на востоке — царство Элам. В городах этих довольно урбанизированных государств жили управляющие, торговцы, ремесленники, а вне городов — земледельцы и пастухи. Как торговые, так и административные взаимодействия этих людей необходимо было запечатлеть в определённой форме. Именно из этой необходимости и появилась письменность. Первыми систему записи создали шумеры. Элам, где использовали в то время лишь набор разрозненных пиктограмм, приспособил шумерскую письменность под свой язык.

### От счёта к письму

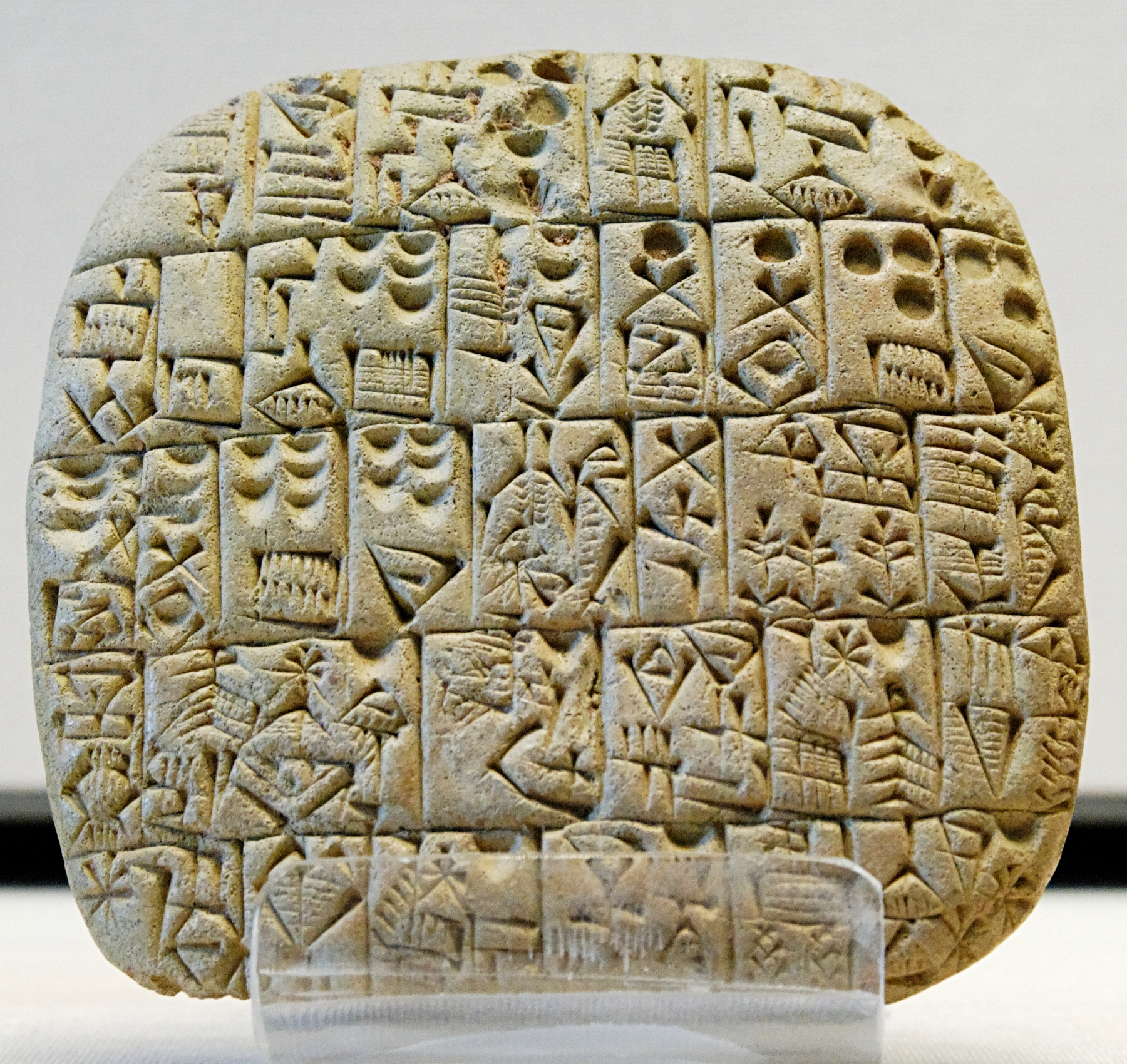
Глиняная табличка из Шуруппака с текстом о продаже поля и дома, ок. 2600 г. до н. э.

Согласно учёным, изначально для учёта имущества в Шумере и Эламе использовали систему глиняных фишек различной формы (токенов), при этом каждый токен обозначал один объект (корову, барана и т. п.). Затем размер и форма токена стали претерпевать изменения, а вскоре на них стали появляться пометки (след пальца, засечки, узнаваемые геометрические формы).
Токены складывались в глиняный контейнер, который зачастую запечатывался цилиндрической печатью, являющейся определителем владельца. Таким образом, например, если контейнер содержал сведения о количестве голов скота в стаде, его необходимо было разбить, чтобы провести подсчёт находящихся в нём шариков.
К 3300 году до н. э. на поверхности контейнера вместе с печатью владельца стали появляться отпечатки токенов, содержащихся в конверте. Таким образом, информация, заключённая в наборе значков, помещённых в глиняный шар, повторялась с помощью оттиска тех же самых значков на его поверхности. Это позволяло считывать информацию, содержащуюся в конверте, не разбивая его, и затрудняло несанкционированное её изменение.
Постепенно физические токены исчезли, остались лишь их отпечатки, а контейнер из шарообразного стал плоским. Так появились первые глиняные таблички с первыми записями о количестве определённых объектов: кружочками и уголками, выдавленными в глине, форма и размер которых указывали на обозначаемый объект и его количество.
При этом не существовало абстрактного понятия «универсальной единицы измерения». Каждый символ существовал только в связи со своим качественно-количественным признаком. Одна овца не равна одной мере зерна.
Таким образом, первые знаки клинописной письменности имели форму считаемых объектов (товаров). Например, знак «1 коза», «2 овцы», «3 меры зерна». Являясь «символами-картинками», они по определению были пиктограммами.
Впоследствии стали образовываться устойчивые сочетания пиктограмм, смысл которых постепенно отходил от совокупности смыслов, передаваемых картинками. Например, знак «птица» вместе со знаком «яйцо» дали сочетание «плодовитость» не только по отношению к птицам, но и как абстрактное понятие плодовитости в целом. Таким образом, эти сочетания были уже идеограммами («символ-идея»).
К 3000 году до н. э. получавшиеся пиктограммы и идеограммы стали использовать фонетически, составляя из этих символов («символ-звук») слова, не имеющие порой никакого, даже косвенного, отношения к изображённым предметам. Одновременно изменяется и стиль письма. Для упрощения записи все символы разложены на короткие отрезки (клинья — откуда название письменности), которые уже не надо было вырезать в глине, а можно было просто наносить при помощи калама — специальной палочки с заострённым концом треугольной формы. Вместе с этим происходил разворот существующих символов на 90° против часовой стрелки.
Словарь новой письменности постоянно пополнялся, начертания оттачивались и стандартизировались. Письменность уже была способна довольно точно передавать шумерский язык: не только административные и юридические сведения, но и литературные произведения, такие как «Эпос о Гильгамеше».
Начиная со II тысячелетия до н. э. клинопись распространилась по всему Ближнему Востоку, о чём свидетельствуют Амарнский архив и Богазкёйский архив. Постепенно эта письменность была вытеснена другими появляющимися к тому времени системами записи языка.

## Дешифровка клинописи
В 1802 году немецкий учитель Георг Фридрих Гротефенд, не имея билингвы, сумел с помощью комбинаторного метода частично дешифровать древнеперсидскую клинопись. Он проанализировал две надписи, скопированные в руинах Персеполя в XVIII веке датским путешественником Карстеном Нибуром. Обнаружив группы повторяющихся знаков, Гротефенд предположил, что надписи содержат имена и титулы древних персидских царей из династии Ахеменидов. Опираясь на генеалогию династии, известную по сообщениям Геродота, Гротефенд определил в надписях имена царей Дария I и Ксеркса I, а также имя отца Дария Гистаспа. Использовав затем эти имена в их авестийской и древнееврейской передачах, Гротефенд получил звуковые значения для 13 знаков, 9 из которых, как выяснилось позднее, оказались правильными. Его работа, однако, осталась малоизвестной.
Позднее британский дипломат и лингвист Генри Роулинсон скопировал огромную Бехистунскую надпись и окончательно дешифровал персидскую клинопись. Благодаря тому, что надпись была трёхъязычной, были также дешифрованы (в сотрудничестве с целым рядом ассириологов) эламская и аккадская клинопись. Они оказались потомками шумерской клинописи. В Вавилоне и Ниневии были обнаружены большие архивы с документами и даже словарями, что дало возможность уже к концу XIX века в основном дешифровать шумерскую клинопись.
Основная работа по дешифровке аккадской клинописи была проведена Эдуардом Хинксом, Роулинсоном и Юлиусом Оппертом.
25 мая 1857 года в Лондоне состоялось знаменитое заседание, во время которого были сравнены независимые друг от друга переводы одной надписи Тиглатпаласара I, сделанные, по поручению Британского музея, Роулинсоном, Хинксом, Оппертом и Тальботом и оказавшиеся почти тождественными. Этот результат подтвердил правильность дешифровки клинописи.
Большинство клинописных форм письма (хурритская, хеттская и т. п.) являлись дальнейшим развитием аккадской клинописи, поэтому были прочитаны без труда, а благодаря большому количеству детерминативов и логограмм в основном были поняты и языки, скрывавшиеся за этими письменностями. Некоторые поздние формы клинописи (персидская, угаритская) лишь внешне напоминали аккадскую, являясь оригинальными формами письма.
По состоянию на начало XXI в. недешифрованными остаются древнейшие рисуночные прототипы знаков шумерской клинописи (так называемое протошумерское письмо) и протоэламское письмо, возможно, не имеющее отношения к шумерской клинописи.
В 2023 году ученые из Тель-Авивского и Ариэльского университетов обучили нейросеть для автоматического перевода аккадской клинописи на современный английский.

## Использование клинописи для других языков
К середине 3-го тыс. до н. э. клинопись, использовавшаяся теперь для записи, по крайней мере, шумерского и аккадского языков, развилась в более-менее стабильную словесно-слоговую систему, включавшую около 600 знаков, для которых была характерна как полифония, так и омофония. В последующие века все 600 знаков никогда не использовались одновременно в одном месте, и в каком-то смысле дальнейшая история клинописи — это история выборок форм знаков и их значений, в зависимости от времени, места и жанра, с добавлением некоторых значений и неиспользованием многих других, упрощением отдельных знаков и образованием отличительных местных пошибов.
Вслед за распространением по Передней Азии шумеро-аккадской культуры повсеместно начинала распространяться и клинопись — в первую очередь, вместе с аккадским языком, но постепенно она была приспособлена и для записи других местных языков. От некоторых языков нам известны лишь отдельные глоссы, имена собственные или изолированные тексты (касситский, аморитский, амарнско-ханаанский, хаттский). Известны лишь 4 языка, для записи которых была принята и систематически использовалась клинопись, что привело к появлению большого количества текстов; это эламский, хурритский, хеттский и урартский:
- эламская клинопись (2500—331 гг. до н. э.);
- хурритская клинопись (2000—XII/XI вв. до н. э.);

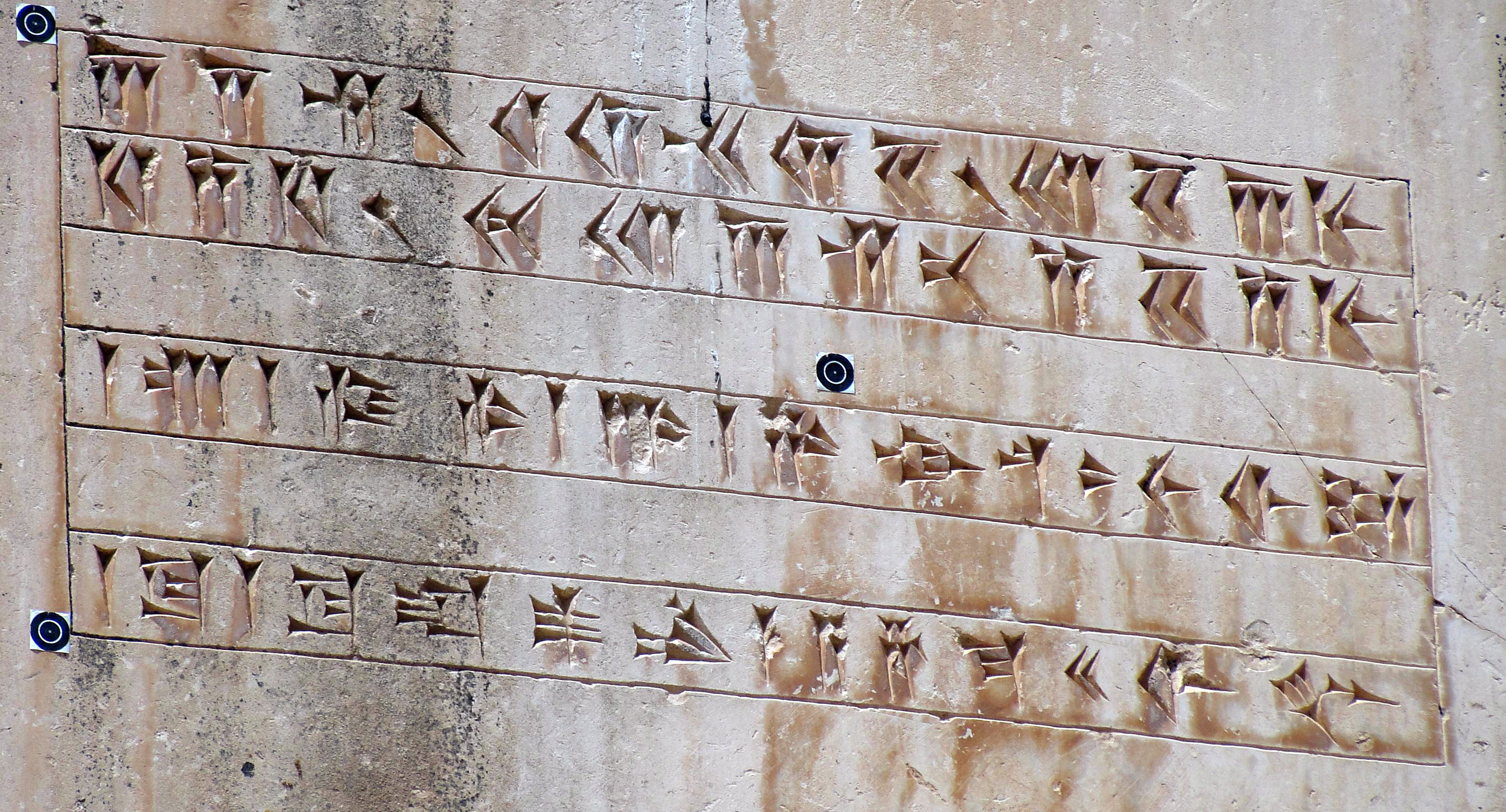
Древнеперсидская клинопись

- хеттская клинопись (XVII—XIII вв. до н. э.);
- урартская клинопись (830—650 гг. до н. э.).

В таблицах в соответствующих статьях приводятся наборы силлабограмм, использовавшихся в соответствующем виде клинописи. В заголовках строк указывается предполагаемая согласная фонема (или аллофон), а в заголовках столбцов — последующие или предшествующие гласные. В ячейках, соответствующих пересечению согласного и гласного, указывается стандартная транслитерация данного слога — при этом выбирается значение, наиболее близкое к предполагаемому фонетическому звучанию. Например, знак 𒍢, который транслитерируется как zí, используется в эламском языке для передачи слогов ʒi/ci и ʒe/ce, а возможно также и ǰi/či и ǰe/če. Когда близкое по звучанию транслитерационное значение оказывается не самым основным (например, pí для 𒁉 в хурритском), более обычная транслитерация указывается в скобках прописными (BI). Более редкие силлабограммы даются курсивом.

## Другие виды клинописи
Клинописными по внешнему виду знаков, но самостоятельными по происхождению являются древнеперсидская клинопись и угаритский алфавит. Последний, по мнению А. Г. Лундина, представлял собой адаптацию к написанию на глине иной письменности (протоханаанейской или синайской), от которой произошло также финикийское письмо, в пользу чего свидетельствует порядок знаков и их чтение.
Кипро-минойское письмо также представляло собой попытку адаптировать письмо эгейского типа к написанию исключительно на глине. Наиболее близкими к клинописному начертанию являются знаки таблички, найденной в Ашдоде (см. также филистимский язык).